# Nevija
Nevija je žensko osebno ime.

## Izvor imena
Ime Nevija je različica ženskega osebnega imena Nives.

## Pogostost imena
Po podatkih Statističnega urada Republike Slovenije je bilo na dan 31. decembra 2007 v Sloveniji število ženskih oseb z imenom Nevija: 91.

## Osebni praznik
Osebe z imenom Nevija lahko godujejo takrat kot osebe z imenom Nives.